# Matías Segovia
Matías Emanuel Segovia Torales, noto anche con lo pseudonimo di Segovinha (Caaguazú, 4 gennaio 2003), è un calciatore paraguaiano, centrocampista dell'Al-Ain, in prestito del Botafogo.

## Carriera

### Club
Cresciuto calcisticamente nel settore giovanile del Guaraní, ha debuttato in prima squadra il 1º dicembre 2019 giocando l'incontro di División Profesional perso per 1-0 contro il Sol de América. Ha realizzato la sua prima rete il 7 marzo 2022 contro il 12 de Octubre, incontro vinto per 3-1.
Il 4 aprile 2023 è stato acquistato a titolo definitivo dal Botafogo, con cui ha debuttato dodici giorni più tardi contro il San Paolo, in Série A.
Il 1º febbraio 2024 viene ceduto a titolo temporaneo al club belga dell'RWDM47..
Nel luglio 2024, dopo essere rientrato dal prestito al RWDM47, viene ceduto nuovamente in prestito alla squadra degli Emirati Arabi Uniti dell'Al-Ain.

### Nazionale
Ha giocato nella nazionale paraguaiana Under-17.
Nel 2023 è stato convocato dalla nazionale paraguaiana Under-20 per il campionato sudamericano di categoria.

## Statistiche

### Presenze e reti nei club
Statistiche aggiornate al 2 febbraio 2024.
| Stagione        | Squadra         | Campionato      | Campionato | Campionato | Coppe nazionali | Coppe nazionali | Coppe nazionali | Coppe continentali | Coppe continentali | Coppe continentali | Altre coppe | Altre coppe | Altre coppe | Totale | Totale | Totale |
| Stagione        | Squadra         | Comp            | Pres       | Reti       | Comp            | Pres            | Reti            | Comp               | Pres               | Reti               | Comp        | Pres        | Reti        | Pres   | Reti   |        |
| --------------- | --------------- | --------------- | ---------- | ---------- | --------------- | --------------- | --------------- | ------------------ | ------------------ | ------------------ | ----------- | ----------- | ----------- | ------ | ------ | ------ |
| 2019            | Guaraní         | PD              | 1          | 0          | -               | -               | -               | -                  | -                  | -                  | -           | -           | -           | 1      | 0      |        |
| 2020            | Guaraní         | PD              | 0          | 0          | -               | -               | -               | CL                 | 0                  | 0                  | -           | -           | -           | 0      | 0      |        |
| 2021            | Guaraní         | PD              | 6          | 0          | -               | -               | -               | CL                 | 0                  | 0                  | -           | -           | -           | 6      | 0      |        |
| 2022            | Guaraní         | PD              | 31         | 2          | -               | -               | -               | CL                 | 0                  | 0                  | -           | -           | -           | 31     | 2      |        |
| 2023            | Guaraní         | PD              | 5          | 0          | -               | -               | -               | CS                 | 1                  | 0                  | -           | -           | -           | 6      | 0      |        |
| Totale Guaraní  | Totale Guaraní  | Totale Guaraní  | 43         | 2          |                 | -               | -               |                    | 1                  | 0                  |             | -           | -           | 44     | 2      |        |
| 2023            | Botafogo        | A               | 21         | 0          | CB              | 1               | 0               | CS                 | 4                  | 0                  | -           | -           | -           | 26     | 0      |        |
| gen. 2024       | Botafogo        | PD/RJ+A         | 3+0        | 0          | CB              | 0               | 0               | -                  | -                  | -                  | -           | -           | -           | 3      | 0      |        |
| Totale Botafogo | Totale Botafogo | Totale Botafogo | 24         | 0          |                 | 1               | 0               |                    | 4                  | 0                  |             | -           | -           | 29     | 0      |        |
| gen.-giu. 2024  | RWDM47          | D1              | 0          | 0          | CB              | 0               | 0               | -                  | -                  | -                  | -           | -           | -           | 0      | 0      |        |
| Totale carriera | Totale carriera | Totale carriera | 67         | 2          |                 | 1               | 0               |                    | 5                  | 0                  |             | -           | -           | 73     | 2      |        |